# Matthijn Buwalda
Matthijn Buwalda (Drachten, 6 september 1983) is een Nederlandse zanger en liedjesschrijver. Sinds 2006 bracht Buwalda diverse albums uit met zelfgeschreven, Nederlandstalige liedjes. Zowel muzikaal als tekstueel balanceert hij ergens tussen kleinkunst en nederpop. Ook schrijft hij met en voor andere muzikanten en artiesten.

## Loopbaan
Buwalda heeft sinds 2006 verschillende cd's uitgebracht en door heel Nederland concerten en voorstellingen gegeven. Zijn eerste albums bevatten liederen die ontstaan zijn vanuit zijn kerkelijke achtergrond, maar vanaf het album Matthijn in het klein (2012) verlegde hij zijn aandacht naar Nederlandstalige luisterliedjes die hij steeds vaker in theaters ten gehore brengt. 
Deze lijn zette zich door op de cd's Auto met Chauffeur (2013), Straks, als ik geen pijn meer doe (2014) en Lichtjes in de Mist (2016). De titelsong van deze laatste cd is een duet met de Nederlandse zanger Stef Bos. In het najaar van 2017 verscheen zijn album Hotel De Hoop. De bijbehorende theatertournee voerde Buwalda langs 29 theaters in Nederland. In september van 2019 verscheen "Rechtop Mens", zijn negende album. Voor het eerst werden de liedjes live opgenomen. Het nummer Door de mand werd geschreven met Stephanie Struijk. Speciaal voor de Week van de Nederlandse popmuziek namen ze het als duet op bij Radio 2. Aan de theatertour die volgt op het album Rechtop Mens worden na 21 voorstellingen in het najaar van 2019 nog tien extra voorstellingen toegevoegd in het voorjaar van 2020. Vanwege de corona-maatregelen worden deze extra voorstellingen verzet naar het najaar van 2020 en uiteindelijk in de vorm van een videoconcert uitgevoerd. In het voorjaar van 2022 verscheen Buwalda's tiende album Bang voor niks, waarvoor de liedjes onder andere geschreven werden met Jan Smit, Daniël Lohues, Stephanie Struijk en Bertolf Lentink. Een van de nummers op dit album is Het is goed, een duet met Jan Smit. Ook dit album wordt gevolgd door een theatertournee die Buwalda langs 21, veelal uitverkochte theaters, door heel Nederland voert.
Buwalda schrijft ook liederen voor verschillende artiesten en televisieprogramma's. Het nummer "Dit pakt niemand ons meer af", vertolkt door Kim-Lian van der Meij, schreef hij samen met Henk Pool voor de bioscoopfilm Achtste-groepers huilen niet, die met een Gouden Kalf beloond werd. Met dit nummer werden zij genomineerd voor een Rembrandt Award voor "Beste Titelsong". Zijn nummer "Jozef" werd in 2012 genomineerd voor muziekprijs de Zilveren Duif in de categorie Beste Lied. Zijn albums Auto met chauffeur en Matthijn in het Klein werden genomineerd in de categorie "Beste Album". In 2015 won hij de Buma Cultuur Prijs/Zilveren Duif in de categorie "Beste Lied" met het nummer "Nog één rivier". In 2016 won zangeres Kinga Bán deze prijs met het nummer "In goede handen", waarvoor Buwalda de tekst schreef. In 2019 ontving hij de Zilveren Duif in de categorie beste componist/liedschrijver voor zijn album Hotel De Hoop.
Naast zijn werkzaamheden binnen de muziek was Buwalda actief als columnist. In 2013 en 2014 schreef hij columns voor het vrouwenblad Eva en van februari tot december 2015 had hij een wekelijkse column in het radioprogramma EO Door de Week, genaamd Scherven. Van april 2017 tot medio 2019 schreef hij een column in het EO-tijdschrift Visie. Sinds mei 2020 was Matthijn een van de drie vaste presentatoren van "Holy Hits, de podcast", een wekelijkse podcast van NPO Radio 2 en de EO over muziek en zingeving. Na het stoppen van deze podcast was Matthijn in 2022 een van de presentatoren van de NPO Radio 2 en EO podcast 'Tekstuele voorlichting.'
In 2024 was Buwalda een van de deelnemers aan het televisieprogramma Beste Zangers.

## Discografie
- Storm voor de stilte (2006)
- Hooggeëerd Publiek (2008)
- Oudegracht (2010)
- Matthijn in het Klein (2012)
- Auto met chauffeur (2013)
- Straks als ik geen pijn meer doe (2014)
- Lichtjes in de mist (2016)
- Hotel De Hoop (2017)
- Rechtop Mens (2019)
- Bang voor Niks (2022)
- Sterrenhemel (2024)
- Beste Zangers (2024)

### Met andere artiesten
Op albums van Matthijn
- Stef Bos: "Lichtjes in de mist" (album "Lichtjes in de mist", 2016)
- Stephanie Struijk "Littekens" (album "Bang voor niks", 2022)
- Jan Smit "Het is goed" (album "Bang voor niks", 2022)

Als (mede-) tekstschrijver voor anderen
- Hoofd leeg, hart vrij (Jan Smit)
- Vandaag (Kinga Ban)
- Thuis bij jou (Thomas Berge)
- Onze schuilplaats (Kees Kraayenoord)
- Dat doe je goed (Delise)
- Kerstnacht boven Bethlehem (Sela)